# لوري تيرني
لوري تيرني (بالإنجليزية: Lawrie Tierney)‏ هو لاعب كرة قدم بريطاني في مركز الوسط، ولد في 4 أبريل 1959 في ليث ‏ في المملكة المتحدة، وتوفي في 6 ديسمبر 2011 في فينيكس في الولايات المتحدة. لعب مع سان خوزيه إيرث كويكس ونادي هيبرنيان وهارت أوف ميدلوثيان وويغان أتلتيك.